# Ferrari 275 F1
 (août 2025).
Si vous disposez d'ouvrages ou d'articles de référence ou si vous connaissez des sites web de qualité traitant du thème abordé ici, merci de compléter l'article en donnant les références utiles à sa vérifiabilité et en les liant à la section « Notes et références ».
La Ferrari 275 F1 est une monoplace de compétition construite par Ferrari pour la Formule 1 en 1950. Elle a fait ses débuts au Grand Prix automobile de Belgique 1950, conduite par Alberto Ascari. Elle était munie d'un moteur 12 cylindres type 275 de 3 322 cm3, moteur qui marque un tournant dans l'histoire de Ferrari et, plus généralement, dans celle des voitures de compétition, car il donne naissance à une série de moteurs de grosses cylindrées et met fin aux compresseurs volumétrique.